# Castra Vetera
Castra Vetera era il nome dell'antica fortezza legionaria della provincia romana della Germania inferiore, fortezza che si trovava nei pressi dell'odierna città tedesca di Xanten. Era posizionata lungo il fiume Reno, di fronte alle tribù germaniche dei Sigambri e degli Usipeti, a sud di Noviomagus Batavorum ed a nord di Novaesium. Fu fondata attorno al 16-13 a.C. come accampamento (castrum) per l'esercito romano di Druso maggiore impegnato nella campagna di conquista della Germania.

## Storia

### Da Augusto a Vespasiano
Il primo castra legionario semi-permanente potrebbe appartenere ad un periodo di poco successivo al 20 a.C., quando Augusto e il futuro imperatore Tiberio, si recarono in Gallia nel 16 a.C. Questo primo accampamento, costruito in legno e terra, fu fondato sul Fürstenberg vicino alla moderna Birten, e rimase attivo fino alla distruzione avvenuta in occasione della Rivolta batava del 70. Arrivò ad ospitare fino a 10.000 legionari, fungendo anche da base per la Classis Germanica. La posizione strategica dell'accampamento, costruito su un'altura, permetteva il controllo della confluenza del Reno e del Lippe.
Una volta affidato il compito di iniziare la conquista della Germania libera, al figliastro Druso, quest'ultimo nel 12 a.C., dopo aver respinto un'invasione di Sigambri, dei loro alleati Tencteri ed Usipeti, penetrò all'interno del territorio dei Batavi (probabili alleati di Roma) e devastò le terre di Usipeti e Sigambri. Dopo aver disceso con una flotta il Reno in direzione del Mare del Nord, si rese alleati i Frisi e penetrò nel territorio dei Cauci.
Nell'11 a.C. Druso operò più a sud, affrontando e battendo nuovamente il popolo degli Usipeti. E proprio quest'anno utilizzò l'importante base legionaria di Castra Vetera, gettando nel corso della campagna un ponte sul fiume Lupia, l'attuale fiume Lippe e invase ancora una volta il territorio dei Sigambri (assenti poiché in lotta con i vicini Catti), costruendovi alcune fortezze (tra cui la latina Aliso); si spinse, infine, nei territori di Marsi e Cherusci, fino al fiume Visurgis, l'odierno Weser. Per questi successi ricevette gli onori trionfali (ovvero gli ornamenta triumphalia).
Pochi anni più tardi (nell'8 a.C.), il fratello Tiberio, dopo aver condotto felicemente una nuova spedizione in territorio germanico contro i Sigambri, al termine delle operazioni militari ne trapiantò alcune decine di migliaia sulla riva sinistra del Reno, proprio nei territori circostanti l'accampamento di Vetera.

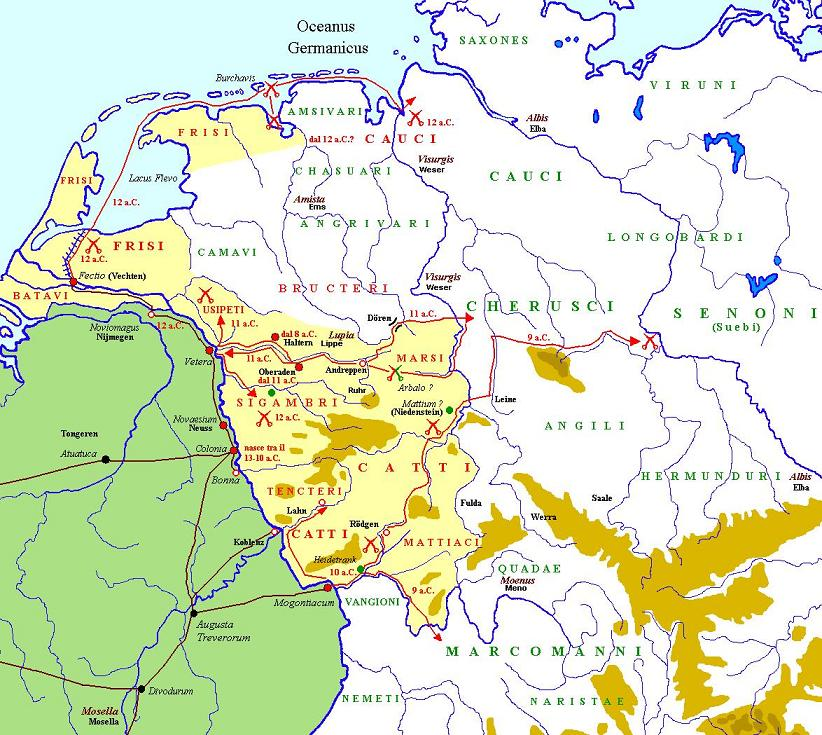
Le campagne di Druso maggiore in Germania dal 12 al 9 a.C.

Castra Vetera fu certamente utilizzato anche per le campagne militari di Tiberio del 4-5, quando lo stesso attaccò i vicini Bructeri e poi penetrò nel cuore della Germania fino al fiume Elba oppure nel corso delle campagne di Germanico del 14-16.
Morto Augusto nel 14 Vetera contribuisce all'ammutinamento delle legioni che volevano una riduzione della ferma militare ed un aumento della paga, ma che alla fine furono ricondotte all'obbedienza da Germanico, figlio adottivo dell'imperatore Tiberio. Partecipa con i suoi legionari alle successive operazioni contro i Germani di Arminio, al termine delle quali (nel 16), Tiberio creava due nuove "aree militarizzate" ad ovest del fiume Reno, divenute settant'anni più tardi le nuove province della Germania inferiore e della superiore.
Nel 21 i suoi legionari presero parte alla repressione di una sollevazione nelle Gallie per avere ragione della quale devono intervenire le forze congiunte delle province di Germania e di Gallia. Ed ancora condussero una nuova campagna in territorio germano nel 28 contro i Frisi senza successo. Con la morte dell'imperatore Nerone, nel 69 le sue due legioni acclamarono Vitellio nuovo imperatore, lasciando che parte delle sue forze scendesse in Italia a sostenerlo. Nel 69-70, il castrum fu coinvolto nella Rivolta batava, al termine della quale entrambe le vexillationes lasciate a guardia del castrum (della V Alaudae e XV Primigenia), furono distrutte.
La prima legione ad essere qui ospitata fu probabilmente la Legio XVIII, una delle tre legioni di Publio Quintilio Varo distrutte nella battaglia della foresta di Teutoburgo. In seguito l'accampamento fu presidiato dalla legio V Alaudae che rimase fino al 70 e dalla legio XXI Rapax che rimase fino al 43/50 circa. A partire dal 39 potrebbe essersi aggiunta anche la legio XV Primigenia in vista della campagna contro i germani Canninefati (sempre che non fosse posizionata per alcuni anni nella vicina Bonna) e che qui rimase fino alla rivolta batava.

### Da Domiziano a Diocleziano

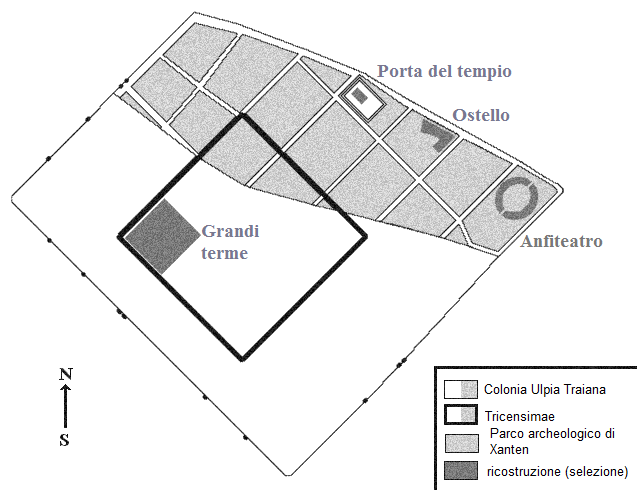
Pianta del parco archeologico di Xanten, con le posizioni relative della Colonia Ulpia Traiana e di Tricensimae.

Con il nuovo imperatore Vespasiano, dopo la distruzione conseguente la Rivolta batava, un secondo accampamento fu costruito a Bislicher Insel, con il nome Castra Vetera II.
A partire dall'84/87 Castra Vetera entrò a far parte della nuova provincia della Germania inferiore, che comprendeva tra i suoi insediamenti principali oltre a Castra Vetera, anche Novaesium (Neuss), Noviomagus Batavorum (Nimega), Trajectum ad Rhenum (Utrecht), e Colonia Agrippinensis (Colonia, la capitale della provincia), arrivando a contare fino a ventisette tra forti e fortini ausiliari, le tre fortezze legionarie, al tempo di Vespasiano, lungo il limes che dalla foce del Reno conduceva al forte di Remagen.
Il governatore della provincia superiore dell'88-89, un certo Lucio Antonio Saturnino, aveva trovato nelle due legioni che si dividevano il campo di Mogontiacum (la Legio XXI Rapax e la Legio XIIII Gemina), un valido sostegno nella sua insurrezione contro Domiziano (89). La rivolta fu, però, soffocata nel sangue grazie anche all'intervento delle legioni della vicina Germania inferiore. Alla fine l'imperatore Domiziano abolì le fortezze legionarie "doppie" in tutto l'impero romano per evitare potesse accadere di nuovo. Ed a Vetera, che già ospitava una sola legione, fu posizionata la Legio VI Victrix che qui rimase fino al 119/122, sostituita in seguito dalla XXX Ulpia Victrix, rimasta fino al IV secolo.

#### Colonia Ulpia Traiana
Il vicino insediamento civile, abitato per lo più da ex-soldati, avendo raggiunto i 10.000-15.000 abitanti, ricevette attorno al 100 lo status di colonia romana dall'imperatore Traiano, che diede il proprio nome alla città chiamandola Colonia Ulpia Traiana. La nuova colonia vide aumentare rapidamente la propria importanza, fino a divenire la seconda città della Germania Inferior dopo Colonia Agrippinensis (la moderna Colonia).

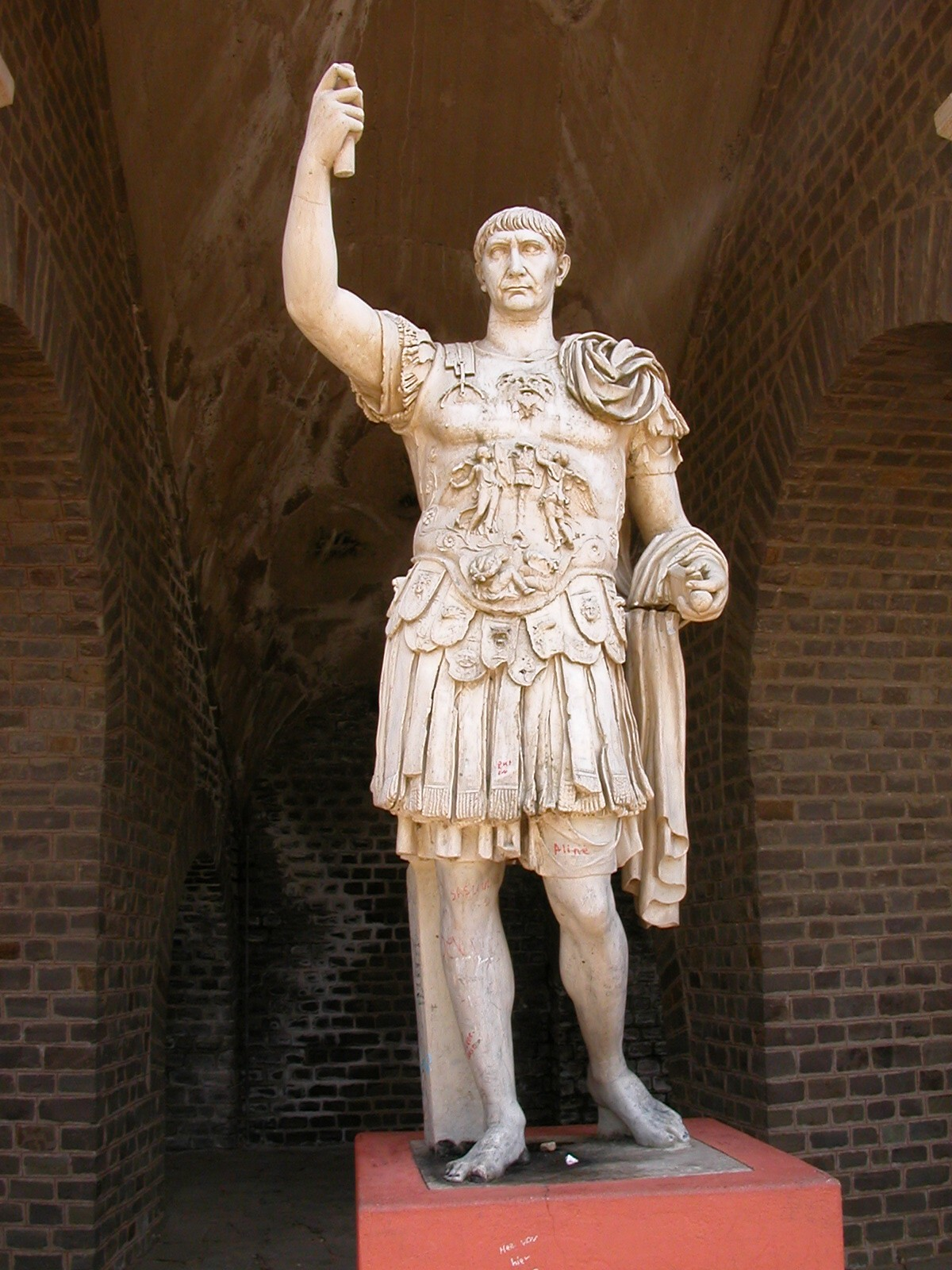
Statua di Traiano a Xanten, città costruita nei pressi di Castra Vetera, da Traiano elevata al rango di colonia romana col nome di Colonia Ulpia Traiana

La Colonia Ulpia Traiana fece parte per i secoli successivi del settore nord del limes renano, ed ebbe il difficile compito di respingere le numerose invasioni che si susseguirono in seguito alla formazione della federazione germanica dei Franchi a partire dal III secolo. Nel 275 la colonia fu quasi totalmente distrutta da un'incursione delle tribù germaniche dei Franchi: in suo luogo venne insediata una nuova città, più piccola ma fortificata e più facile da difendere, chiamata Tricensimae. Questa nuova colonia fu poi abbandonata all'inizio del V secolo, in conseguenza dell'aumentare della pressione esercitata dalle popolazioni barbariche.
Alla città è associato il mito della Legione tebana, in quanto uno dei martiri di questa mitica legione, che si dice siano stati uccisi per essersi rifiutati di sacrificare agli dei sotto Diocleziano, era Vittorio di Xanten, e perché il martirio avvenne nei pressi della moderna Birten, quindi vicino alla Colonia Ulpia Traiana. L'attuale città di Xanten deriva il suo nome dal latino tardo "ad sanctos".

### Il IV secolo
Nel 342 la federazione dei Franchi fu protagonista di un'incursione in territorio gallico, condotta a partire dalla loro area d'insediamento presso il Reno. Anche se furono respinti da Costanzo Cloro, la colonia presso l'attuale Xanten fu distrutta nel 351/352. Un decennio più tardi, nel 355-358 Giuliano trovò ancora le rotte del Reno sotto il controllo dei Franchi e ancora una volta li pacificò, ma questa volta ai Franchi fu lasciata una fetta considerevole della Gallia Belgica, compresi i territori circostanti al castrum di Vetera.
Da questo momento in poi i Franchi erano diventati foederati dell'Impero Romano. In sostanza costituirono il primo popolo germanico a stabilirsi permanentemente all'interno del territorio romano, incaricati di difendere la frontiera del Reno contro Alani, Suebi e Vandali.

## Archeologia e vestigia di epoca romana
Dell'antica colonia di Colonia Ulpia Traiana e dei due castra ci sono rimaste numerose testimonianze archeologiche come testimonia la successiva galleria fotografica.

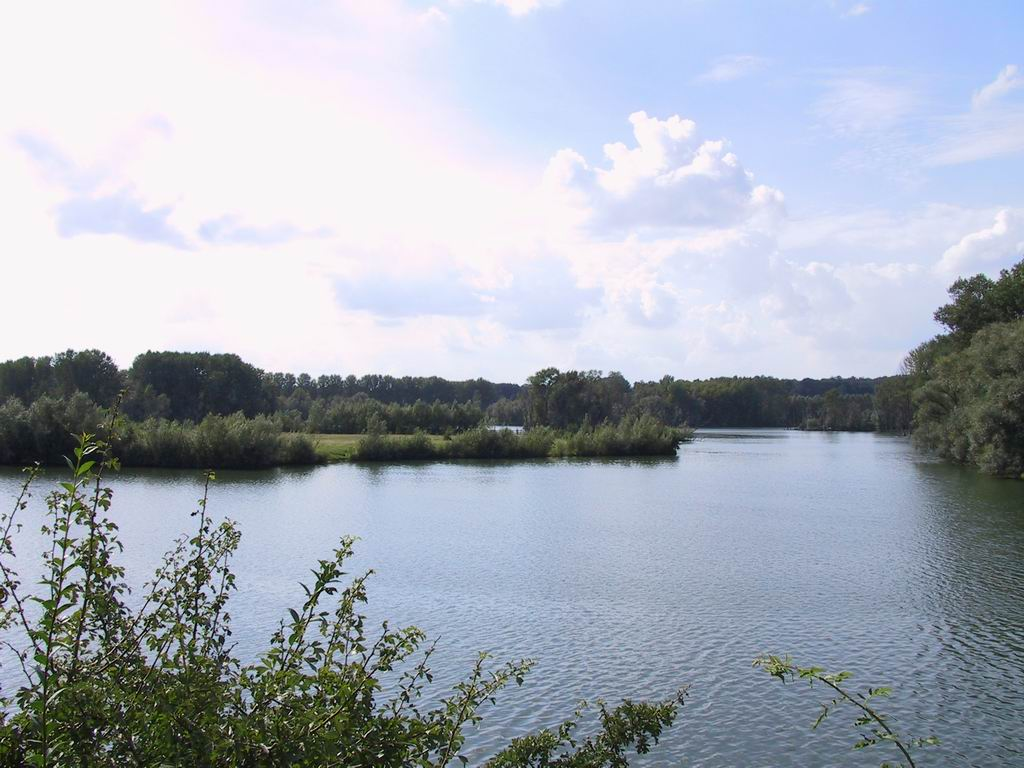
Il Reno in prossimità di Vetera.
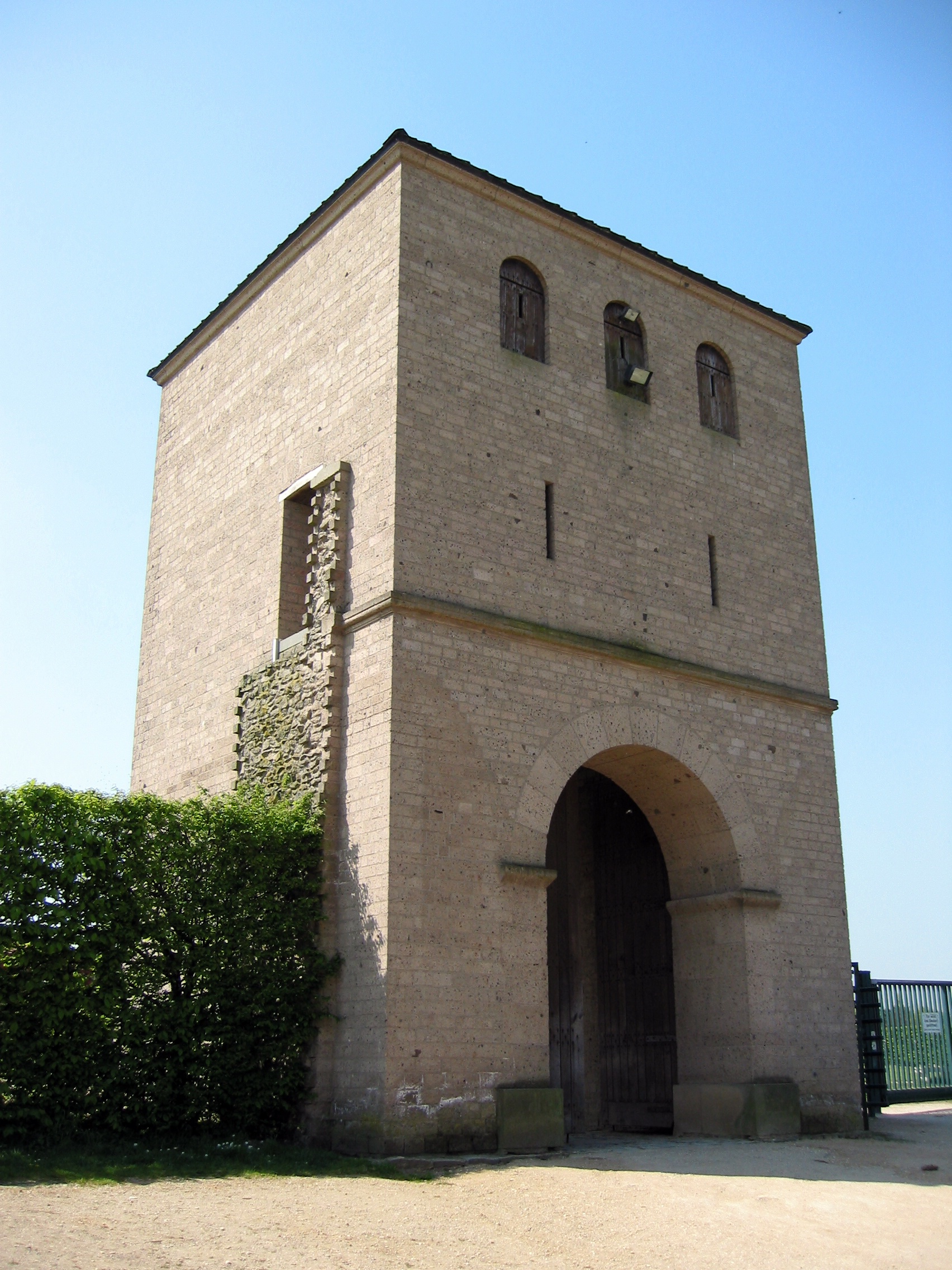
L'ingresso al parco archeologico di Xanten è una ricostruzione della porta di Colonia Ulpia Traiana
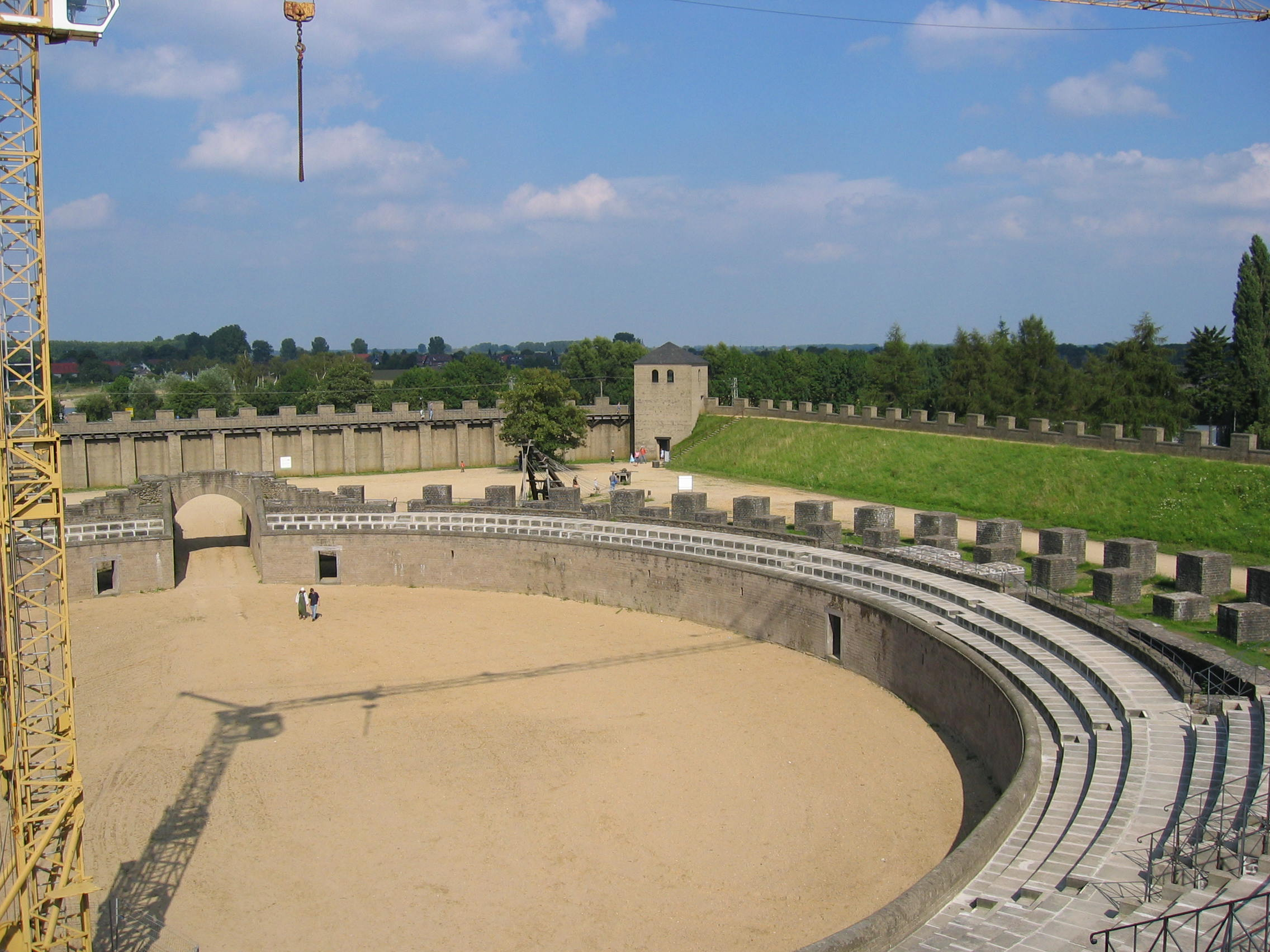
Ricostruzione dell'antico anfiteatro romano di Colonia Ulpia Traiana (parco archeologico)
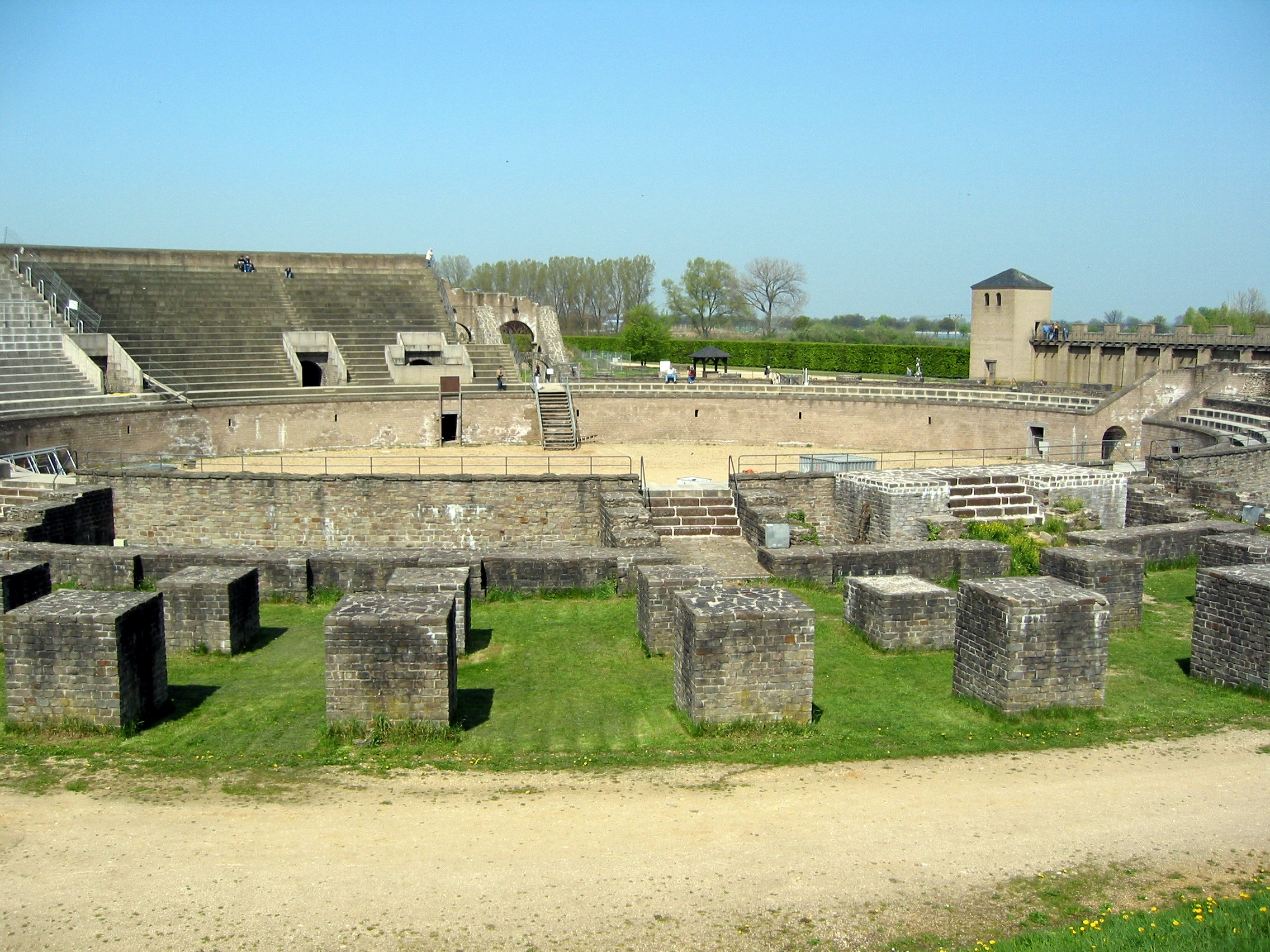
Ricostruzione dell'antico anfiteatro romano di 87x99 metri[38] di Colonia Ulpia Traiana (parco archeologico)
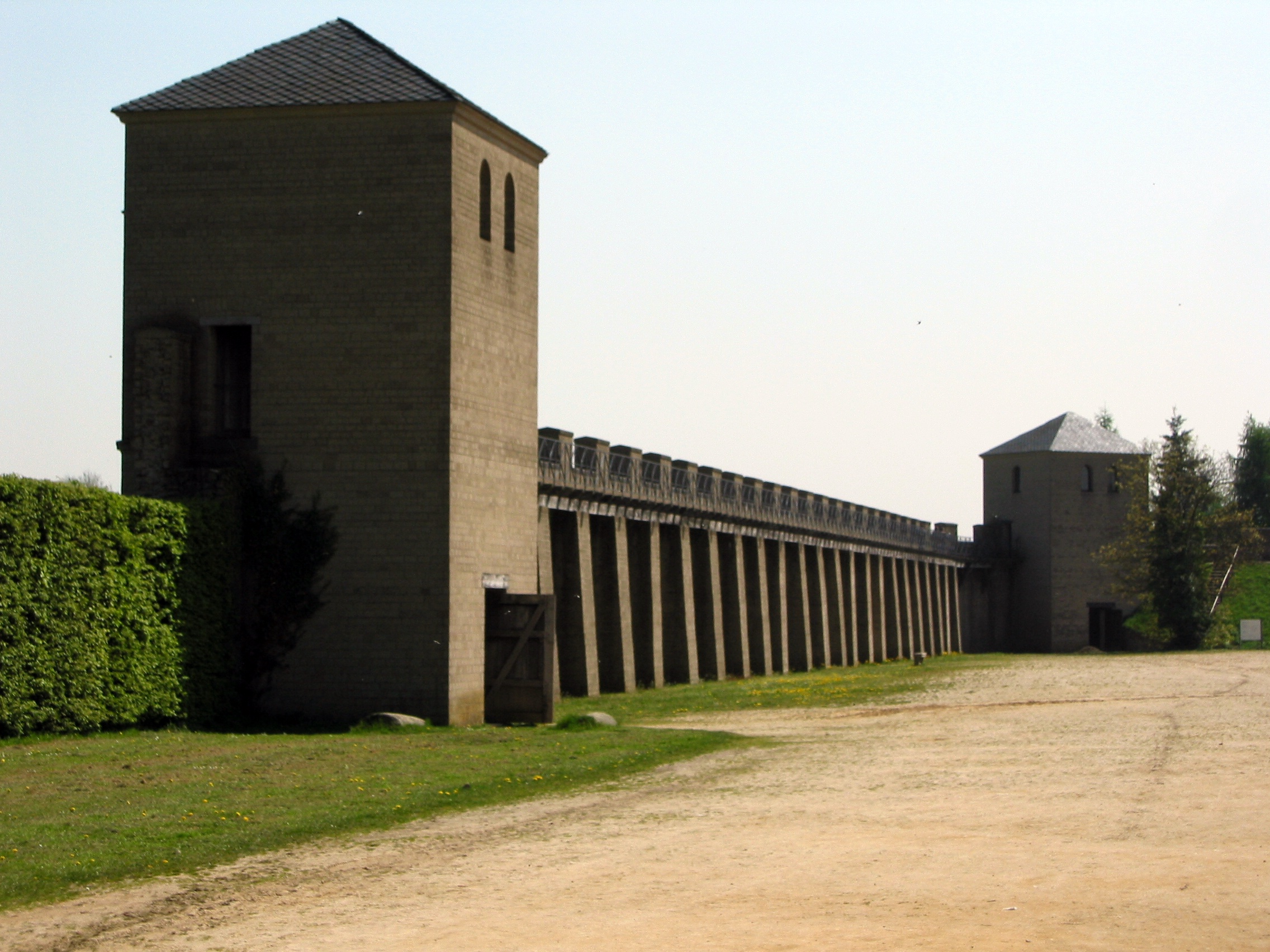
Ricostruzione delle antiche mura di Colonia Ulpia Traiana (parco archeologico)
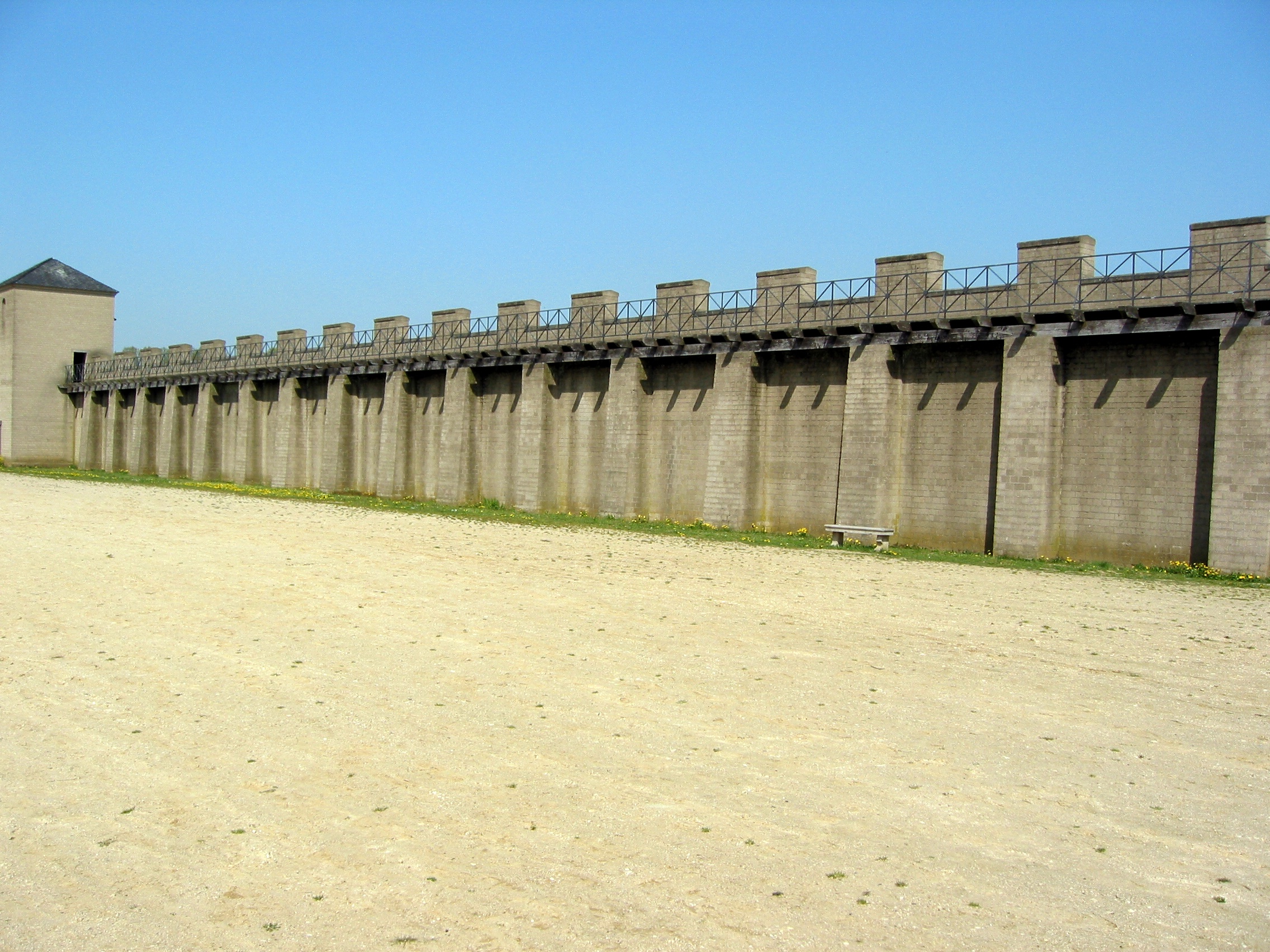
Ricostruzione delle antiche mura di Colonia Ulpia Traiana con il "camminamento" (parco archeologico)
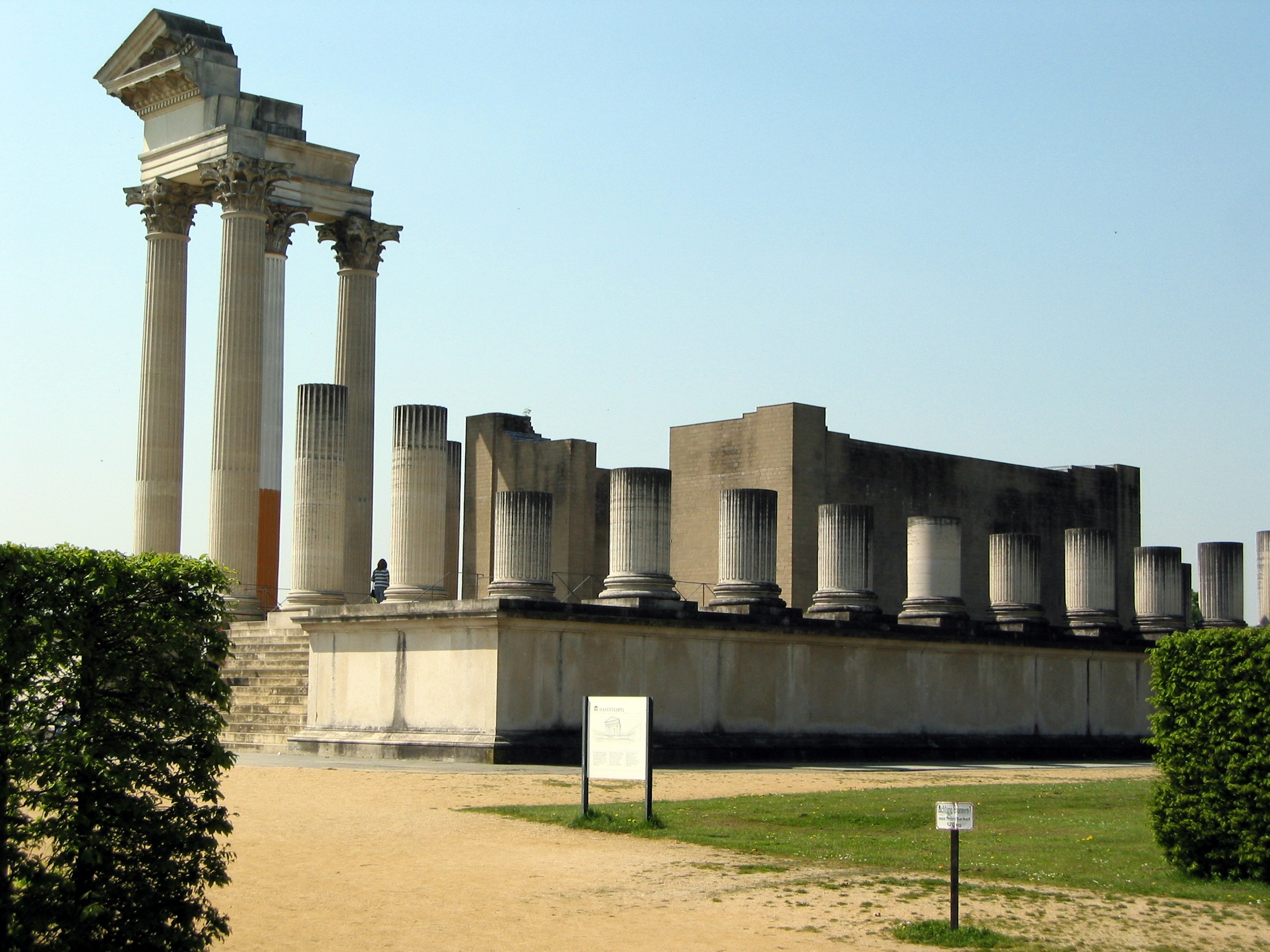
Ricostruzione di un antico tempio a Colonia Ulpia Traiana (parco archeologico)
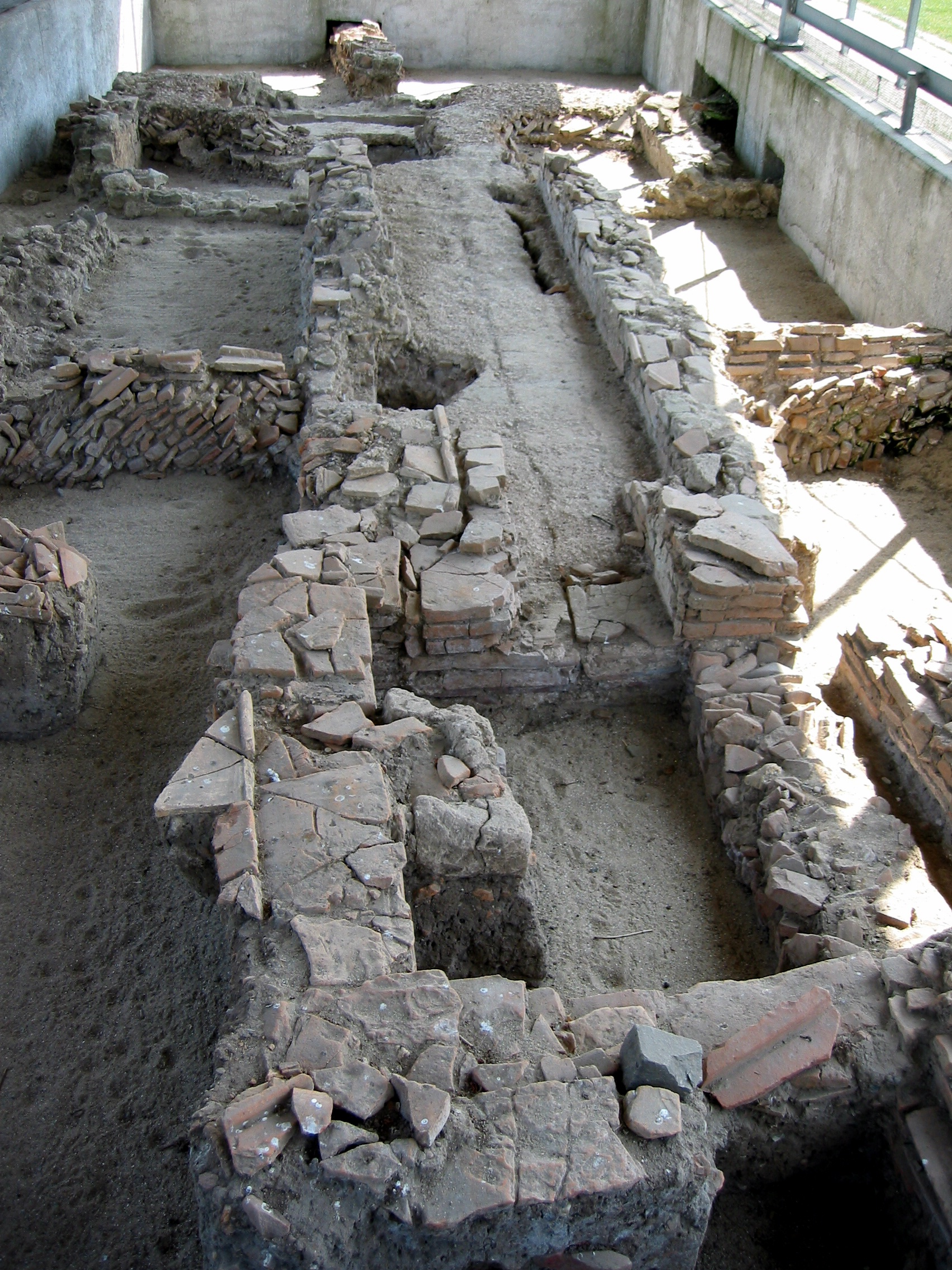
Scavi archeologici a Colonia Ulpia Traiana
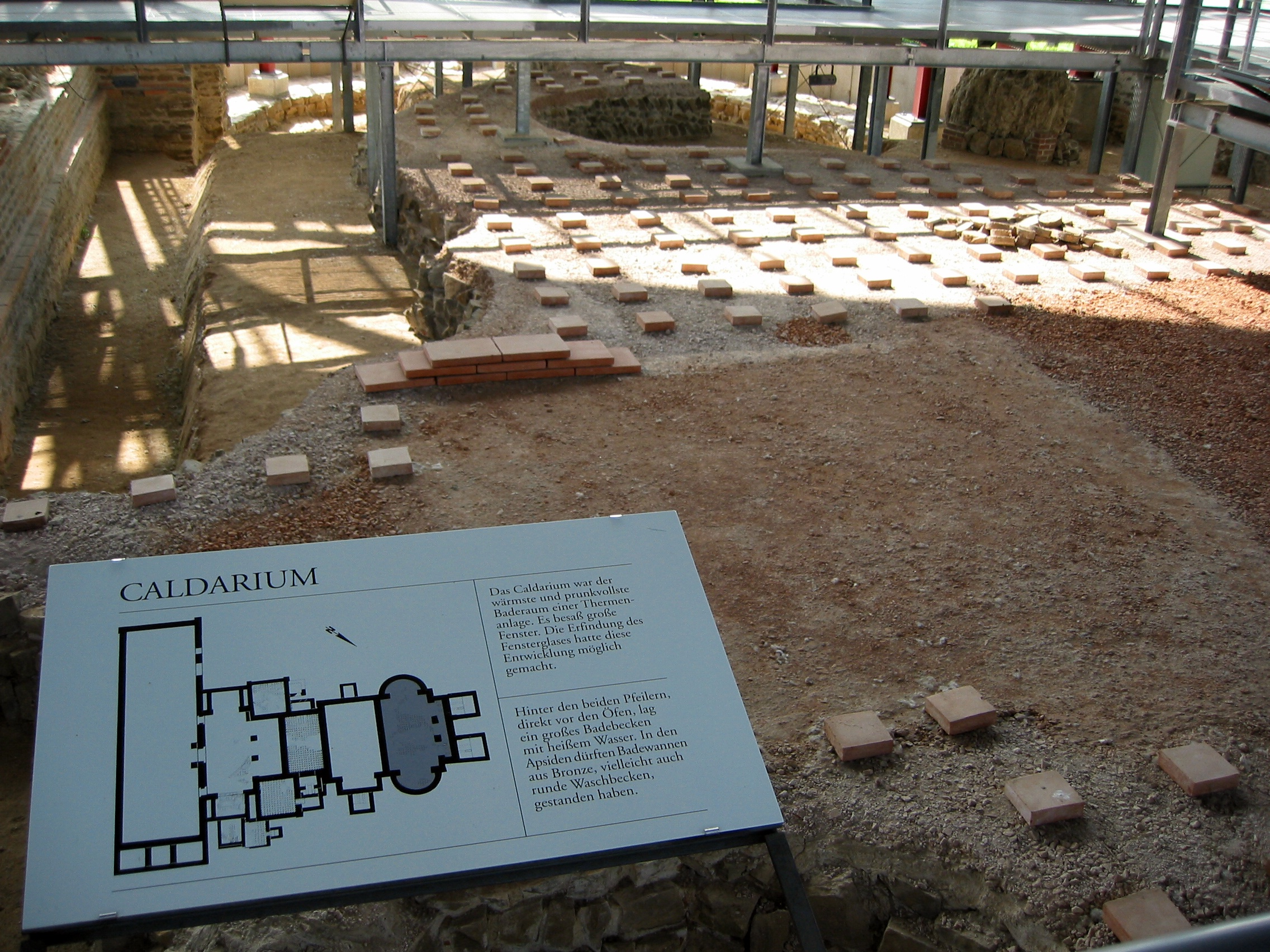
Le Terme ed il calidarium
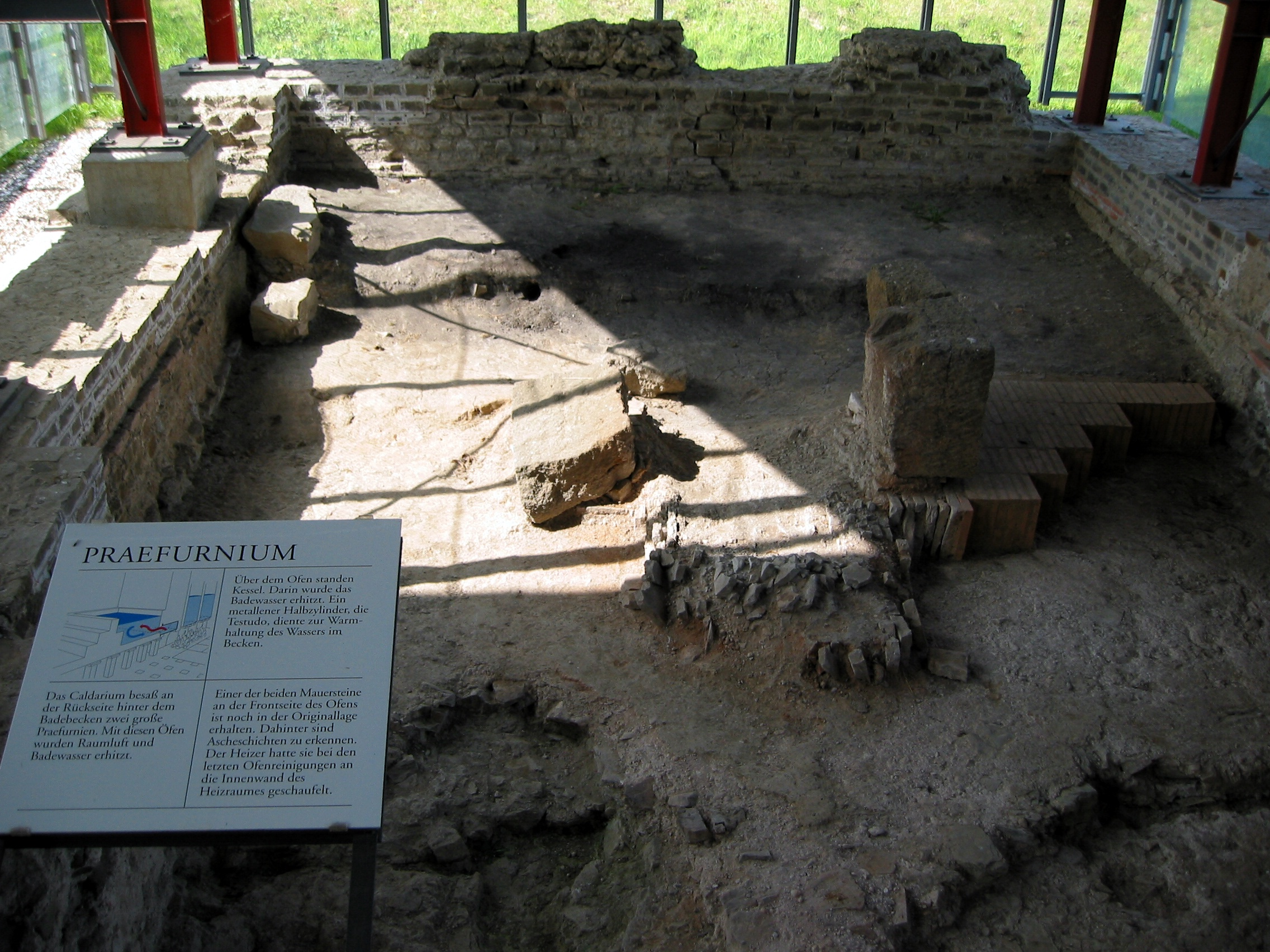
Il sistema di riscaldamento delle Terme
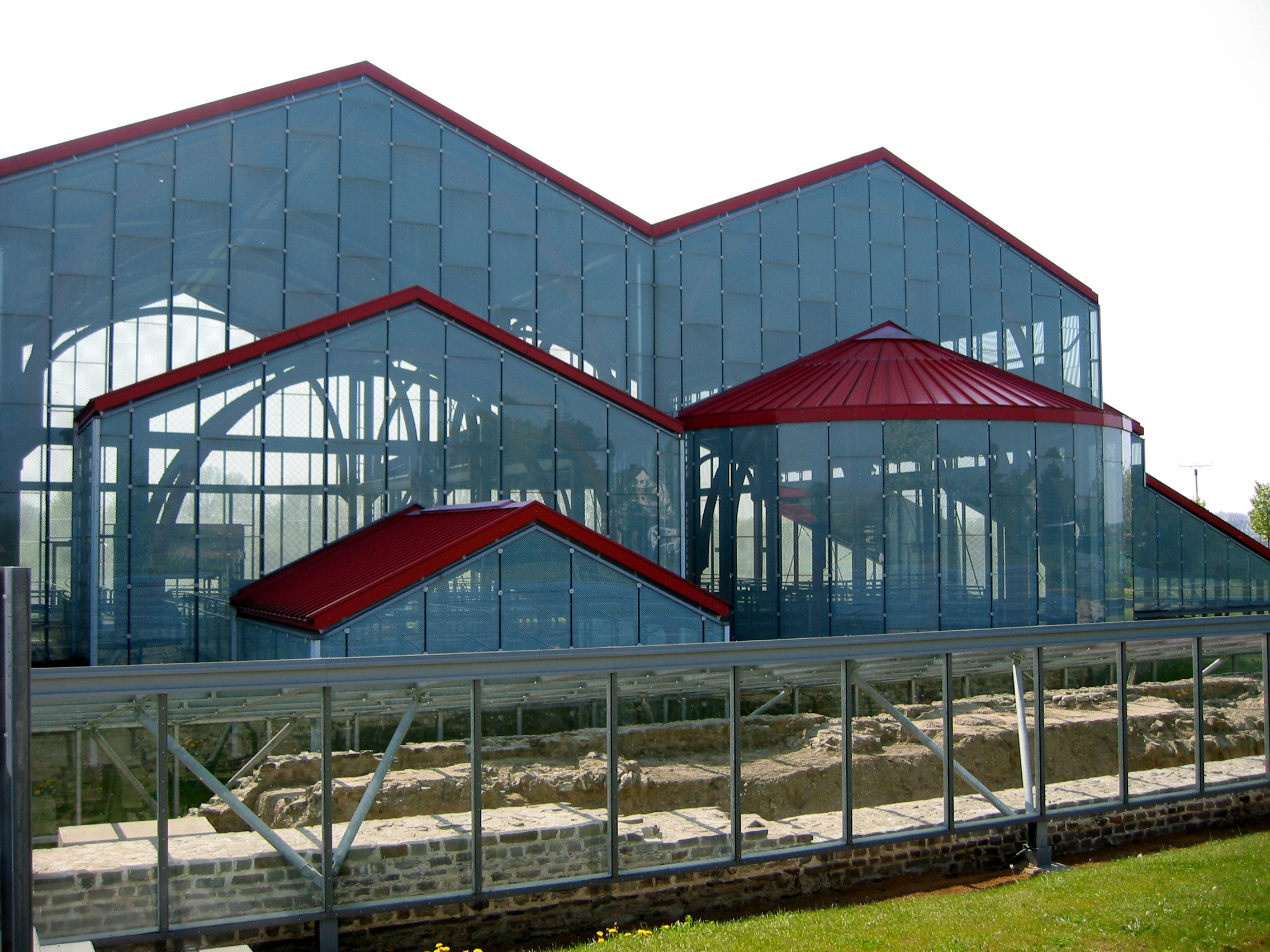
Ricostruzione ipotetica dello spazio occupato dalle Terme
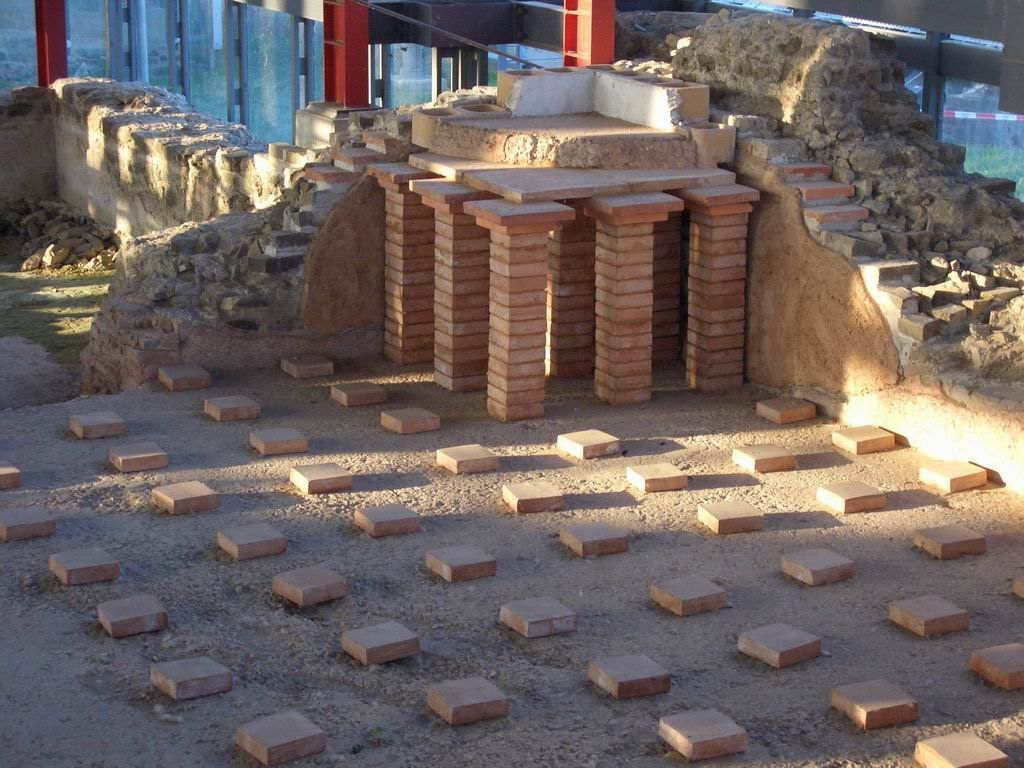
Altri dettagli dei ritrovamenti archeologici presso le Terme

### Fonti primarie
- Cassio Dione Cocceiano, Storia romana, LIV.
- Publio Cornelio Tacito, Historiae, IV e V.

### Fonti secondarie
- Campbell, D.B., Roman legionary fortresses 27 BC - AD 378, Oxford 2006.
- Carroll, Maureen, Romans, Celts & Germans: the german provinces of Rome, Gloucestershire & Charleston 2001.
- Hanel, Norbert, Vetera I. Die Funde aus den römischen Lagern auf dem Fürstenberg bei Xanten, Köln, Bonn 1995.
- Hanel, Norbert, Die Militärlager von Vetera I und ihre Lagersiedlungen, in Müller, Martin et alii (ed.), Colonia Ulpia Traiana. Xanten und sein Umland in römischer Zeit, Mainz 2008.
- Keppie, Lawrence, The making of the roman army, University of Oklahoma 1998.
- Liberati,A. – Silverio, E., Organizzazione militare: esercito, catalogo del Museo della civiltà romana, vol. 5.
- Parker, H., Roman Legions, New York 1993.
- Schonberger, H., The roman frontier in Germany: an archeological survey, in Journal of Roman Studies 59, Londra 1969.
- Wells, C.M.,The German Policy of Augustus, in Journal of Roman studies 62, Londra 1972.

### Personaggi
- Augusto e l'occupazione romana della Germania sotto Augusto
- Tiberio
- Germanico Giulio Cesare
- Tito Flavio Vespasiano e Rivolta batava
- Traiano
- Costanzo II
- Flavio Claudio Giuliano

### Località geografiche
- Germania inferiore
- Lista di fortezze legionarie romane
- Limes romano
- Limes germanico-retico
- Xanten